# Striptease (película)
Striptease es una película estadounidense dirigida por Andrew Bergman y estrenada en 1996. Está interpretada por Demi Moore, Armand Assante, Burt Reynolds y Robert Patrick.

## Sinopsis
Narra la historia de Erin Grant (Demi Moore) que, tras perder su trabajo y la custodia de su hija, se ve obligada a trabajar como bailarina en un club de estriptis para poder afrontar los elevados gastos económicos que le suponen luchar judicialmente para recuperar su custodia. En su nuevo trabajo no tarda en llamar la atención de un congresista norteamericano, cliente habitual del local.

## Reparto y doblaje
| Actor original Estados Unidos | Personaje          | Actor de voz España  | Actor de voz México |
| ----------------------------- | ------------------ | -------------------- | ------------------- |
| Demi Moore                    | Erin Grant         | Rosa María Hernández | Marina Huerta       |
| Rumer Willis                  | Angela Grant       | Michelle Jenner      | Cynthia Chong       |
| Armand Assante                | Teniente Al Garcia | Manolo García        | Paco Mauri          |
| Burt Reynolds                 | David Dilbeck      | Rogelio Hernández    | Víctor Hugo Aguilar |
| Robert Patrick                | Darrell Grant      | Antonio Lara         | Raúl Anaya          |

## Recepción
Striptease tiene una calificación de 12 % en Rotten Tomatoes, basado en 69 reseñas, con un puntaje promedio de 3.6/10. El consenso crítico dice: "Striptease no puede decidirse si es un thriller lívido o una sátira sexy - lo que se vuelve un punto discutible ya que demuestra ser desastrosamente incapaz de ser ambas." Roger Ebert del Chicago Sun-Times aplaudió a algunos de los personajes, pero finalmente concluyó que la película fracasó porque "todos los personajes son graciosos menos el de Demi Moore." Él sintió que el drama rodeando al personaje principal "arroja un paño humedo sobre el resto de la fiesta." Ebert también encontró que la desnudez no es muy sexy. Leonard Maltin fue más duro, escribiendo en su libro que la película es muy deprimente, y "no es lo suficientemente divertida, o suficientemente dramática, o suficientemente sexy, o suficientemente mala, para calificarla como entretenimiento en cualquier categoría." Barbara Cramer estuvo de acuerdo con Ebert que el personaje de Moore fue escrito de manera demasiado dramática, comparado con otros personajes. Ella dijo que la película era demasiado predecible y que apelaría en su mayoría a "colegiales post-pubertad o voyeristas de closet." Sin embargo, Cramer también cito el "mejor papel en años" de Reynolds y dijo que Rhames "lo valía el precio de admisión."

## Estrenos
| País                                                                          | Fecha de estreno                   |
| ----------------------------------------------------------------------------- | ---------------------------------- |
| Alemania                                                                      | Jueves 15 de agosto de 1996        |
| Argentina                                                                     | Jueves 5 de septiembre de 1996     |
| Australia                                                                     | Jueves 1 de agosto de 1996         |
| Austria                                                                       | Viernes 16 de agosto de 1996       |
| Bélgica                                                                       | Miércoles 28 de agosto de 1996     |
| Belice · Costa Rica · El Salvador · Guatemala · Honduras · Nicaragua · Panamá | Viernes 25 de octubre de 1996      |
| Bolivia                                                                       | Jueves 12 de septiembre de 1996    |
| Brasil                                                                        | Viernes 27 de septiembre de 1996   |
| Bulgaria                                                                      | Viernes 1 de noviembre de 1996     |
| Chile                                                                         | Jueves 29 de agosto de 1996        |
| Colombia                                                                      | Viernes 13 de septiembre de 1996   |
| Corea del Sur                                                                 | Sábado 10 de agosto de 1996        |
| Croacia                                                                       | Jueves 31 de octubre de 1996       |
| Dinamarca                                                                     | Viernes 27 de septiembre de 1996   |
| Ecuador                                                                       | Viernes 4 de octubre de 1996       |
| Egipto                                                                        | Lunes 27 de enero de 1997          |
| Eslovenia                                                                     | Jueves 24 de octubre de 1996       |
| España                                                                        | Viernes 6 de septiembre de 1996    |
| Estados Unidos · Canadá                                                       | Viernes 28 de junio de 1996        |
| Estonia                                                                       | Viernes 8 de noviembre de 1996     |
| Filipinas                                                                     | Miércoles 18 de septiembre de 1996 |
| Finlandia                                                                     | Viernes 27 de septiembre de 1996   |
| Francia                                                                       | Miércoles 7 de agosto de 1996      |

| País                         | Fecha de estreno                   |
| ---------------------------- | ---------------------------------- |
| Grecia                       | Viernes 15 de noviembre de 1996    |
| Hong Kong                    | Jueves 26 de septiembre de 1996    |
| Hungría                      | Jueves 5 de septiembre de 1996     |
| India                        | Viernes 20 de junio de 1997        |
| Indonesia                    | Martes 22 de octubre de 1996       |
| Islandia                     | Viernes 18 de octubre de 1996      |
| Israel                       | Viernes 11 de octubre de 1996      |
| Italia                       | Viernes 6 de septiembre de 1996    |
| Jamaica                      | Miércoles 21 de agosto de 1996     |
| Japón                        | Sábado 28 de septiembre de 1996    |
| Líbano                       | Viernes 22 de noviembre de 1996    |
| Malasia                      | Jueves 17 de octubre de 1996       |
| México                       | Viernes 6 de septiembre de 1996    |
| Noruega                      | Viernes 25 de octubre de 1996      |
| Nueva Zelanda                | Jueves 22 de agosto de 1996        |
| Países Bajos                 | Jueves 5 de septiembre de 1996     |
| Perú                         | Viernes 27 de septiembre de 1996   |
| Polonia                      | Viernes 15 de noviembre de 1996    |
| Portugal                     | Viernes 6 de septiembre de 1996    |
| Reino Unido Irlanda          | Viernes 20 de septiembre de 1996   |
| República Checa · Eslovaquia | Jueves 14 de noviembre de 1996     |
| República Dominicana         | Miércoles 11 de septiembre de 1996 |
| Rumania                      | Viernes 8 de noviembre de 1996     |
| Singapur                     | Jueves 17 de octubre de 1996       |
| Sudáfrica                    | Viernes 13 de septiembre de 1996   |
| Suecia                       | Viernes 14 de febrero de 1997      |
| Suiza                        | Viernes 9 de agosto de 1996        |
| Tailandia                    | Viernes 30 de agosto de 1996       |
| Taiwán                       | Sábado 7 de septiembre de 1996     |
| Turquía                      | Viernes 29 de noviembre de 1996    |
| Uruguay                      | Viernes 11 de octubre de 1996      |
| Venezuela                    | Miércoles 18 de septiembre de 1996 |

## Banda sonora
Striptease es el nombre de la banda sonora de la película homónima. Fue producida bajo la discográfica EMI, con la producción de Howard Shore.